# 路易·C·K
路易·赛克伊（英語：Mary Louise Székely，1967年9月12日—），藝名路易·C.K.（Louis C.K.，/ˈluːi siːˈkeɪ/），是一位生於美國華盛頓特區的獨角喜劇喜劇人、演员、电视电影制作人和导演。在FX电视台的喜剧剧集《路易不容易》中担任编剧、导演和剪辑多项工作。

## 早期生活
路易的父親路易·赛克伊是一位經濟學家。其祖父是匈牙利猶太人，移民到墨西哥。其祖母是墨西哥人，信奉天主教。其母親瑪麗·路易·赛克伊（婚前姓戴維斯（Davis）），為擁有愛爾蘭血統的美國人，是一名軟體工程師。其母親就讀哈佛大學的夏季學程，攻讀學位時，與其父親認識，兩人在密西根州特拉弗斯城結婚。
路易是家中長子，其下有三個妹妹。早年信奉天主教，現為不可知論者。

## 爭議
2017年8月，《浮華世界》發表了一篇文章，內容敘述曾與路易合作過《密西西比》的製片人泰格·諾塔洛因他否認幾名女性的性騷擾指控而不願再和路易合作。
2017年11月9日，《紐約時報》報導，五名女性指控路易逼她們看他自慰。控告者包括喜劇二人組Dana Min Goodman與Julia Wolov（2002年發生）、喜劇演員Abby Schachner（2003年發生）、喜劇演員蕾貝卡·柯瑞（2005年發生）和一名匿名的女性（1990年代末）。
該指控傳出後，路易的電影《我愛你，老爸》已被發行商The Orchard因「意外的情況」而取消首映。此外，他預定在第二天播出的《斯蒂芬·科尔伯特晚间秀》也被取消。在《我愛你，老爸》確定不會在原訂計劃上映後，片中的演員克蘿伊·摩蕾茲和查理·戴也都表示不會參與該片的宣傳。
在《時代雜誌》報導的第二天，路易聲明這五項指控都屬實，承認他曾經在她們面前自慰，並認為對自己對那些女性所造成的傷害表示懊悔。

## 腳註
1. ↑  Székely（發音：[ˈseːkɛj]），是個匈牙利姓氏。